# Alternative-Streitbeilegung-Gesetz (Liechtenstein)
Das Alternative-Streitbeilegung-Gesetz (AStG) ist ein liechtensteinisches Gesetz, welches am 28. Dezember 2016 publiziert wurde und mit dem das Verfahren zur alternativen Beilegung von Streitigkeiten über Verpflichtungen aus einem entgeltlichen Vertrag zwischen einem in Liechtenstein niedergelassenen Unternehmer und einem in Liechtenstein oder in einem sonstigen Vertragsstaat des Abkommens über den Europäischen Wirtschaftsraum wohnhaften Verbraucher geregelt wird (Artikel 1 Abs. 1 AStG).

## Europäisches Recht
Das AStG wurde auf Grundlage der Verpflichtungen der Europäischen Union an die Unionsmitgliedstaaten und die Übernahme in den Rechtsbestand der EWR-Staaten Island, Liechtenstein und Norwegen erlassen, insbesondere
- die Richtlinie 2013/11/EU über die alternative Beilegung verbraucherrechtlicher Streitigkeiten und zur Änderung der Verordnung (EG) Nr. 2006/2004 und der Richtlinie 2009/22/EG (Artikel 34 AStG)[2],
- Verordnung (EU) Nr. 524/2013 über die Online-Beilegung verbraucherrechtlicher Streitigkeiten und zur Änderung der Verordnung (EG) Nr. 2006/2004 und der Richtlinie 2009/22/EG (Artikel 1 Abs. 3 AStG)[3].

## Aufbau des Gesetzes
- I. Abschnitt: Allgemeine Bestimmungen
  - Artikel 1 bis 3
- II. Abschnitt: AS-Stellen
  - Artikel 4 bis 10
- III. Abschnitt: AS-Verfahren
  - Artikel 11 bis 17
- IV. Abschnitt: Informationspflichten
  - Artikel 18
- V. Abschnitt: Unterstützung, Informationen und Kooperation von AS-Stellen
  - Artikel 19 bis 22
- VI. Abschnitt: Behörden und Berichtspflichten
  - Artikel 23 bis 27
- VII. Abschnitt: Strafbestimmungen
  - Artikel 28

- VIII. Abschnitt: Schlussbestimmungen
  - Artikel 29

## Anwendungs- und Geltungsbereich
Das AStG ist anzuwenden auf (Artikel 1 Abs. 1 AStG):
- Streitigkeiten über Verpflichtungen aus einem entgeltlichen Vertrag,
- zwischen einem in Liechtenstein niedergelassenen Unternehmer und
  - einem in Liechtenstein oder
  - in einem sonstigen Vertragsstaat des Abkommens über den Europäischen Wirtschaftsraum,
- wohnhaften Verbraucher. Das AStG gilt daher nicht für Streitigkeiten über Verpflichtungen aus einem entgeltlichen Vertrag mit Unternehmern oder Verbrauchern aus Drittstaaten (z. B. der Schweiz).

Ausdrücklich ausgenommen vom Geltungsbereich sind Streitigkeiten aus Rechtsgeschäften (Artikel 1 Abs. 2 AStG):
1. über Gesundheitsdienstleistungen, die von Angehörigen der Gesundheitsberufe gegenüber Patienten erbracht werden, um deren Gesundheitszustand zu beurteilen, zu erhalten oder wiederherzustellen, einschließlich der Verschreibung, Abgabe und Bereitstellung von Arzneimitteln und Medizinprodukten,
2. mit öffentlichen Anbietern von Weiter- oder Hochschulbildung,
3. nichtwirtschaftliche Dienstleistungen von allgemeinem Interesse und
4. Kaufverträge über unbewegliche Sachen.

## Vorrang
Gemäß Artikel 2 AStG geht das AStG im Fall der Kollision einer jeden anderen Gesetzesbestimmung vor, die der Umsetzung eines sektorspezifischen Unionsrechtsaktes über von einem Verbraucher gegen einen Unternehmer eingeleitete außergerichtliche Rechtsbehelfsverfahren dient.

## Vollziehung des Gesetzes
Die Vollziehung des AStG ist nach Artikel 28 AStG die Liechtensteinische Regierung (zuständige Behörde) berufen.

## Rezeptionsgrundlage
Rezeptionsgrundlage für das liechtensteinische Alternative-Streitbeilegung-Gesetz und die Regelung zu Alternative Streitbeilegungsstellen ist das österreichische Alternative-Streitbeilegung-Gesetz (AStG), mit dem das Verfahren zur alternativen Beilegung von Streitigkeiten über Verpflichtungen aus einem entgeltlichen Vertrag zwischen einem in Österreich niedergelassenen Unternehmer und einem Verbraucher geregelt wird (Artikel 1 Abs. 1 AStG). Ähnlich wie in Österreich sind in Liechtenstein auch die Regelungen für die Streitschlichtungsstellen (AS-Stellen) aufgebaut.